# Książę Kaspian (miniserial)
Kroniki Narnii: Książę Kaspian (ang. Chronicles of Narnia: Prince Caspian oraz Chronicles of Narnia: The Voyage of the Dawn Treader lub Prince Caspian and the Voyage of the Dawn Treader ) – brytyjski miniserial z 1989 roku, zrealizowany na podstawie dwóch powieści C.S. Lewisa „Książę Kaspian” i „Podróż „Wędrowca do Świtu””. Miniserial ten to druga część serialu BBC „Kroniki Narnii” (Chronicles of Narnia).

## Obsada
- Richard Dempsey – Piotr Pevensie
- Jonathan R. Scott – Edmund Pevensie
- Sophie Cook – Zuzanna Pevensie
- Sophie Wilcox – Łucja Pevensie
- Ronald Pickup – Aslan (głos)
- Samuel West – król Kaspian
- Robert Lang – król Miraz
- Warwick Davis – Ryczypisk
- Jean Marc Perret – książę Kaspian
- Julie Peters – Truflogon
- David Thwaites – Eustachy
- Barbara Kellerman – Stara wiedźma
- Neale McGrath – Rynelf
- Angela Barlow – królowa Pretensjonata